# Gyula Kosice
Ferdinand Fallik, conocido por su nombre artístico Gyula Kosice (Košice, Checoslovaquia, 26 de abril de 1924 - Buenos Aires, 25 de mayo de 2016), fue un escultor, teórico y poeta eslovaco-argentino, cofundador del movimiento Madí, considerado uno de los precursores mundiales del arte cinético y lumínico.

## Biografía
Nació en el seno de una familia húngara el 26 de abril de 1924 en la ciudad de Košice en Checoslovaquia, actualmente Eslovaquia. Emigró con sus padres a Argentina a la edad de cuatro años. 
En 1932 quedó huérfano a la edad de 8 años. Sobrevivió gracias a la ayuda del shifbrider ("hermano de barco", en yidis) de su padre, compañero inmigrante que acogió a los tres hermanos. Fue un lector intensivo, y solía frecuentar bibliotecas públicas, pero fue en la biblioteca de este nuevo hogar donde hace un descubrimiento fundamental: los inventos de Leonardo Da Vinci. 
En 1938 escribe su primer poema, a los 13 o 14 años, al cual tituló El azar. Fue corregido por él mismo en 1940, a los 16 años. La poesía atravesó su obra visual y pensamiento teórico, y continuó escribiendo hasta sus últimos días. 

Hubo una primera lluvia,

me llevé las pisadas del hombre al espacio,

pregunten por mi mediodía,

por la red del mundo,

por un apellido del amor,

por el hueco de mis manos.

En 1938, en su adolescencia, frecuentaba diversos cafetines porteños. Allí tuvo la oportunidad de conocer y conversar con grandes poetas, literatos, pensadores y artistas. Conoció al constructivismo, a la Bauhaus y a las vanguardias europeas, debatió sobre poesía con Alberto Hidalgo y se vinculó con otros jóvenes entusiastas de las artes.
En 1945 conoce a Haydée Itzcovitz, quien será su esposa y compañera por el resto de su vida, a quien apoda Diyi. Diyi Laañ participó del grupo Madí con producción propia, pero posteriormente se dedicaría a apoyar, ayudar y acompañar sólidamente a Kosice en su trayectoria artística.
Utilizó como nombre artístico el de su ciudad natal. Fue uno de los iniciadores del arte no figurativo en América Latina. Tiempo después, en los años 40, comienza su producción plástica (pinturas, dibujos y escrituras). Después de participar en el Salon des réalités nouvelles de París orienta su producción hacia una visión cósmica. Su obra Röyi es la primera escultura con participación del espectador en el continente. Utilizó, por primera vez a nivel mundial, el gas neón en obras de la serie Estructura Limínica (1946) y el agua en la obra Una gota de agua acunada a toda velocidad. Péndulo de agua (1948) como elementos constitutivos de sus obras artísticas. También se valió de otros elementos novedosos como la luz y el movimiento y fue propulsor de la "Ciudad Hidroespacial", proyecto de un futuro urbanismo suspendido en el espacio. También incursionó en el arte digital: cofundó, en 1994, el grupo interdisciplinario TEVAT (Tiempo, Espacio, Vida, Arte, Tecnología) junto al semiólogo José Eduardo García Mayoraz y el poeta y artista digital Ladislao P. Gyori. Años después viaja y expone en diversas bienales. 
Realizó esculturas monumentales, recorridos hidroespaciales e hidromurales, entre otros.
Intervino en cuarenta exposiciones individuales y más de quinientas muestras colectivas.
En 2005, convirtió su taller en un museo.
En 2016, se presentó en su honor Kosice Hidroespacial, película sobre la vida y obra de Gyula Kosice, dirigida por Gabriel Saie. Presenta las voces de familiares, críticos, historiadores y amigos en diálogo. Desde una inmersión sensorial, aborda con dinamismo las obras y la poética del agua.

## Obra 1940-50
1940
- Primeros dibujos, pinturas y esculturas no figurativas. Estudio e investigación de la obra de Leonardo Da Vinci. Poemas y escritos sobre el arte interdisciplinario.

1944
- Röyi. Escultura articulada y móvil, nombre inventado
- Cofundador de la revista Arturo

1945
- Cofundador del "Arte Concreto Invención" en la casa del Dr. Enrique Pichón Riviere.
- Organiza la 2.ª muestra de "Arte Concreto Invención" en la casa de la fotógrafa Grete Stern, Ramos Mejía.
- Publicación de Invención. Poemas, esculturas móviles y textos teóricos.

1946
- Fundador del Movimiento de Arte Madí, el cual rompe con el Arte Concreto. Exposición en el Instituto Francés de Artes Superiores Van Riel.
- Autor del Manifiesto Madí y la designación del nombre Madí. Pinturas Madí con planos y color articulados.
- Primera utilización del gas neón en obras de arte en el plano internacional.

1947
- Primera exposición personal de Arte Madí en el Bohemien Club, Galerías Pacífico; asimismo, primera muestra totalmente no figurativa en Latinoamérica.
- Fundador y publicación de la revista Arte Madí Universal, con ocho números publicados.

1948
- Exposición Madí en Réalités Nouvelles, París, invitado por Del Marle y la Comisión Directiva. Obtuvo la colaboración del Agregado Cultural de Francia, M. Weibel Richard, en Buenos Aires.
- Intuición Alrededor de la Gesta, primera obra con agua en movimiento de la historia del arte.
- Dibujos y propuesta de "La Ciudad Hidroespacial" que vertebra su declaración en Arturo: "El hombre no ha de terminar en la tierra".

1949
- Hidrocinetismo. Agua, luz, movimiento. El agua utilizada en el plano artístico por primera vez en el mundo.

1950
- Realización de esculturas monumentales en hormigón armado, poliéster y marmolina, fuentes de agua con plexiglás, recorridos hidroespaciales, etcétera.

## Algunas exposiciones

### Individuales
1947
- Galerías Pacífico, Buenos Aires (primera exposición personal de arte abstracto constructivo y cinético en América Latina).

1953
- Galería Bonino, Buenos Aires.

1958
- Expone en la galería Denise René de París, Esculturas “hidrocineticas”.

1960
- Kosice, Galerie Denise René, París.
- Exhibition of spatial constructions and first hydraulic sculpture, Drian Gallery, Londres.

1963
- Galerie L'Œil, París

1964
- Galerie La Hune, París

1965
- Terry Dintenfass Gallery, New York

1966
- Galería de Arte Moderno, Córdoba, Argentina

1967
- Galería Bonino, Buenos Aires
- Kosice, Sculpture: water, light, movement. Galería Bonino, New York

1968
- "100 obras de Kosice, un precursor", Centro de Artes Visuales, Instituto Torcuato Di Tella, Buenos Aires
- Kosice, Galería Bonino, Buenos Aires.
- 150 metros de lluvia en la calle Florida, Buenos Aires.

1969
- Bijoux et sculptures d'eau, Galerie Lacloche, París.

1970
- Galería Estudio Actual, Caracas, Venezuela.

1971
- "La Ciudad Hidroespacial", Galería Bonino, Buenos Aires.

1972
- Galería de Arte del Banco Continental, Lima, Perú.
- G.K., Foyer del Teatro Municipal General San Martín, Buenos Aires.
- Exposición organizada por el Museo de Arte Moderno de Buenos Aires.

1973
- Biblioteca Luis Arango, Bogotá, Colombia.

1974
- Kosice, Museo de Israel, Jerusalén.
- Kosice bijoux hydrospatial, Espace Cardin, París.

1975
- La cité hydrospatiale. Espace Cardin, París.
- Obras de Kosice, Galería Pozzi, Buenos Aires.

1977
- Exposición Kosice, relieves de aluminio 1945 - 50. Documentos sobre arte Madí. Departamento Cultural Librería de la Ciudad, Galería del Este, Buenos Aires.
- Exposición Hidroespacial organizada por la Argentina, "Confagua" y las Naciones Unidas para la "Conferencia Mundial del Agua", Mar del Plata, Argentina.

1979
- Esculturas insólitas, pequeño formato, piezas únicas, Galería Birger, Buenos Aires.
- Obras hidrocinóticas, Galería Unika, Punta del Este, Uruguay.
- La ciudad hidroespacial, Planetario de la ciudad de Buenos Aires, Galileo Galilei.

1982
- Kosice, Hakone Open Air Museum, Tokio, Japón.

1982
- Paseo de las Américas. La Playa Brava a la altura de la Pda. 1 fue, en febrero de 1982, el escenario del Primer Encuentro Internacional de Escultura Moderna al Aire Libre de Punta del Este.

1985
- Obras Monumentales de Kosice, Centro Cultural de la Ciudad de Buenos Aires.

1991
- Exposición Retrospectiva, obras 1944 - 1990. Museo Nacional de Bellas Artes, Buenos Aires.

1999
- Anticipaciones, más de 80 obras. 12 de agosto al 5 de septiembre, Centro Cultural Recoleta, Buenos Aires.

2003
- Homenaje a un creador multifacético. 62 años de trayectoria. Obras Digitales. Centro Cultural Recoleta, Buenos Aires, 2003.

2004
- Refacciona su taller en la calle Humahuaca de la Ciudad de Buenos Aires, Museo Kosice.

2005
- Pequeña Sala Kosice. Museo de Arte Latinoamericano de Austin, Texas, Estados Unidos.
- Muso Provincial de Bellas Artes Rosa Galisteo de Rodríguez – 82.º Salón anual de Santa Fe, Argentina. Invitado Especial.

2006
- Caminata Madí, caminata por la calle Florida (Buenos Aires) revitalizando la vigencia del madismo.
- Homenaje a la trayectoria del Maestro Gyula Kosice en el Arte y la Cultura, Senado de la Nación, Buenos Aires, Argentina.

2007
- Merryl Lynch Arteaméricas, G. Kosice invitado especial de América Latina. Miami, Estados Unidos.
- Kosice incorpora las luces LED en sus obras, Museo Kosice.

2010
- Lanzamiento de la Bienal  “KOSICE AGUA – LUZ – MOVIMIENTO”,  Galería Objeto-à.

2014
- Realiza una importante muestra-homenaje con características de retrospectiva en Tecnópolis, Museo Kosice.

2014
- Veintena de obras representativas durante su trayectoria, Museo Nacional de Bellas Artes.

### Colectivas
Exposición en el Museo Nacional de Bellas Artes (2016)
- Grupo Tevat - Exposición y proyección de obras digitales de alta entropía, Planetario 'Galileo Galilei' de la Ciudad de Buenos Aires, 1995.
- Heterotopías. Museo Nacional Reina Sofía, Madrid, 2001
- Iverted Utopias, Houston, 2004
- 2.ª Bienal de Valencia, 2005
- Big Bang, Centro Pompidou, París, 2005

## Premios
En 1989 fue distinguido con el grado de “Caballero de las Artes y las Letras” por el Gobierno de Francia y, en 1991, el Museo Nacional de Bellas Artes presentó una exposición retrospectiva de su obra. También obtuvo el premio a la Trayectoria en Artes Plásticas, otorgado por el Fondo Nacional de las Artes, en 1994, el Premio Di Tella en 1997 y el Premio Konex en 1982 (Objetos) y 2002 (Escultura). Fue declarado Ciudadano Ilustre de la Ciudad de Buenos Aires y homenajeado por el Senado de la Nación en 2006 y por el Ministerio de Cultura de la Nación en 2012 y 2015. En 2005, participó de la exposición “Big Bang” en el Centro Pompidou de París.

## Libros publicados
- Invención, Editorial Optimus, Buenos Aires, 1945.
- Golsé-sé, Editorial Madí, 1952.
- Peso y medida de Alberto Hidalgo (1953)
- Antología Madí (1955)
- Geocultura de la Europa de hoy, Editorial Losange, París y Buenos Aires, 1959.
- Poème hydraulique (1960)
- Arte hidrocinético, Editorial Paidós, Buenos Aires, 1967.
- La ciudad hidroespacial (1972)
- Arte y arquitectura del agua, Editorial Monte Ávila, Venezuela, 1974.
- Arte Madí, Editorial Gaglianone, 1982.
- Del Arte Madí a la Ciudad Hidroespacial (1983)
- Obra poética, Editorial Sudamericana, 1984.
- Entrevisiones, Editorial Sudamericana, 1985.
- Teoría sobre el arte, Edición EUDEBA, 1987.
- Kosice, Ediciones Gráficas Chilavert, Buenos Aires, 1990.
- Arte y filosofía porvenirista, Ediciones de Arte Gaglianone, Buenos Aires, 1996.
- Madigrafías y otros textos, Grupo Editor Latinoamericano, Buenos Aires, 2001
- Autobiografía, Editorial Asunto Impreso, Buenos Aires, 2010